# Optimalizace pro sociální média
Jako optimalizace pro sociální média, zkráceně SMO, z anglického social media optimization, se označují metody pro vytváření publicity článků a jiného obsahu a následně i celého webu prostřednictvím sociálních médií. Metody SMO zahrnují přidávání RSS zdrojů, záložek obsahu, předávání informací prostřednictvím virálního marketingu a další. Uplatňují se na sociálních sítích i dalších typech sociálních médií.
Optimalizace pro sociální média spadá pod SEM.[zdroj?] Souvisejícím odvětvím je pak takzvaná optimalizace pro vyhledávače (SEO).
SMO lze praktikovat mnoha způsoby. Obdobou slovního doporučování ve společnosti je přidávání záložek do webových sítí společenského záložkování a sdílení.
Na sociálních médiích se objevuje také spam, proti kterému správci webových stránek bojují.

## Historie
Optimalizaci pro sociální média vytvořil Rohit Bhargava svými 5 základními pravidly. Pravidla SMO jsou:
1. Zvyšte počet zpětných odkazů
2. Umožněte snadné přidávání záložek
3. Odměňte odkazující weby
4. Pomozte šířit obsah
5. Povzbuďte mashup